# Abnステーション
『abnステーション』（エービーエヌ・ステーション）は、長野県のANN系列である長野朝日放送で平日に生放送されている夕方のローカルワイドニュース長寿番組である。なお、番組のロゴでは「abn station」と表記する場合もある（HP・スタジオセットなど）。

## 概要
- 1991年4月1日の長野朝日放送開局と共に開始した夕方のローカルニュースであり、当時テレビ朝日系列を代表する報道番組『ニュースステーション』と同じステーションの名を持つ。同日からはANN系列夕方の全国ニュース番組でも『ステーションEYE（ANN STATION EYE）』がスタートしている。
- 現存するテレビ朝日系列24局かつ在長4局で放送する夕方のローカルニュースのタイトルで最も長い歴史を持つ[注 1]。
- 長野朝日放送が開局される以前は、テレビ信州 (TSB) がNNN・ANNの均等なクロスネット編成に基づき、夕方にANN制作のニュース番組をネットしていた[注 2]。
- 2006年8月28日のリニューアルでは、同年10月1日に長野県での地上デジタル放送開始を目前にしていたことからハイビジョン制作となり、番組のロゴ・テロップ・スタジオセットが一新された。
- 同時に音声モードもモノラルからステレオに変更。スタジオ映像の他、長野市周辺と松本市周辺の取材および一部ニュース特集など、取材映像のほとんどがハイビジョン化する。2010年7月5日から地上アナログ放送終了まで、アナログ放送ではレターボックス放送だった。
- 2016年3月28日から4月1日までは、開局25周年の記念特番として、時間枠を拡大して放送した。
- 2017年4月3日から放送枠を拡大し、17:36からの放送となった。
- 2022年1月現在は17:33-18:55に放送されており自社放送枠（ローカルニュース枠）は17:33 - 17:50と18:15 - 18:55となっている。

## 現在の出演者

### キャスター
いずれも、長野朝日放送アナウンサー。
- 吉田一平（2017年4月7日 - 2021年9月30日、2022年10月 - 、金曜→記者→木曜・金曜→月曜 - 金曜）
- 大槻瞳（2023年4月3日 - 、月曜 - 木曜）
- 上室夏鈴（2022年4月8日 - 、木曜・金曜→水曜 - 金曜→金曜）

### 気象予報士
- 山本紅里（2023年4月3日 - 、ウェザーマップ）

## 過去の出演者
| 期間      | 期間      | 男性     | 男性       | 男性     | 男性     | 女性       | 女性                  | 女性                  | 女性                  | 女性                  |
| 期間      | 期間      | 月曜     | 火曜・水曜 | 木曜     | 金曜     | 月曜       | 火曜                  | 水曜                  | 木曜                  | 金曜                  |
| --------- | --------- | -------- | ---------- | -------- | -------- | ---------- | --------------------- | --------------------- | --------------------- | --------------------- |
| 1991.4.1  | 1994.9.2  | 松坂彰久 | 松坂彰久   | 松坂彰久 | （不在） | 江村裕子   | 江村裕子              | 江村裕子              | 江村裕子              | 江村裕子 斎藤陽子     |
| 1994.9.5  | 2011.9.30 | 草田敏彦 | 草田敏彦   | 草田敏彦 | 草田敏彦 | 蔵田玲子   | 蔵田玲子              | 蔵田玲子              | 蔵田玲子              | 蔵田玲子              |
| 2011.10.3 | 2017.3.31 | 草田敏彦 | 草田敏彦   | 草田敏彦 | 草田敏彦 | 楠原由祐子 | 楠原由祐子            | 楠原由祐子            | 楠原由祐子            | 楠原由祐子            |
| 2017.4.3  | 2019.9.30 | 山岡秀喜 | 山岡秀喜   | 山岡秀喜 | 吉田一平 | 楠原由祐子 | 楠原由祐子            | 楠原由祐子            | 楠原由祐子            | 楠原由祐子            |
| 2019.10.1 | 2020.10.2 | 稲垣貴大 | （不在）   | （不在） | 吉田一平 | 楠原由祐子 | 楠原由祐子 萩原早紀子 | 楠原由祐子 萩原早紀子 | 楠原由祐子 萩原早紀子 | 萩原早紀子            |
| 2020.10.5 | 2021.3.26 | 山岡秀喜 | （不在）   | （不在） | 吉田一平 | 楠原由祐子 | 楠原由祐子 萩原早紀子 | 楠原由祐子 萩原早紀子 | 楠原由祐子 萩原早紀子 | 萩原早紀子            |
| 2021.3.29 | 2021.9.30 | 山岡秀喜 | （不在）   | （不在） | （不在） | 楠原由祐子 | 楠原由祐子 萩原早紀子 | 楠原由祐子 萩原早紀子 | 楠原由祐子 萩原早紀子 | 萩原早紀子 中野希友未 |
| 2021.10.1 | 2022.4.1  | 稲垣貴大 | 山岡秀喜   | 山岡秀喜 | 山岡秀喜 | 楠原由祐子 | 楠原由祐子            | 楠原由祐子            | 楠原由祐子            | 中野希友未            |
| 2022.4.4  | 2022.7.1  | 稲垣貴大 | 稲垣貴大   | 稲垣貴大 | （不在） | 中野希友未 | 楠原由祐子            | 楠原由祐子            | 上室夏鈴              | 中野希友未 上室夏鈴   |
| 2022.7.4  | 2022.9.30 | 稲垣貴大 | 稲垣貴大   | 稲垣貴大 | （不在） | 中野希友未 | 中野希友未            | 上室夏鈴              | 上室夏鈴              | 中野希友未 上室夏鈴   |
| 2022.10.3 | 2023.3.31 | 稲垣貴大 | 稲垣貴大   | 吉田一平 | 吉田一平 | 中野希友未 | 中野希友未            | 上室夏鈴              | 上室夏鈴              | 上室夏鈴              |
| 2023.4.3  | 現在      | 吉田一平 | 吉田一平   | 吉田一平 | 吉田一平 | 大槻瞳     | 大槻瞳                | 大槻瞳                | 大槻瞳                | 上室夏鈴              |

- 武井優紀（当時長野朝日放送アナウンサー、スポーツ部記者）
- 青池玲奈（当時長野朝日放送アナウンサー、 - 2011年9月、お天気キャスター 月・火曜）
- 冨岡美希（フリーアナウンサー、 - 2011年9月、お天気キャスター 水曜）
- 平沢幸子（長野朝日放送アナウンサー、 - 2011年9月、お天気キャスター 金曜）

## 放送時間
- 2020年3月30日 - / 月曜日 - 金曜日 17:33 - 18:55（JST）（17:50 - 18:15：スーパーJチャンネル（ANN枠）放送のため一時中断）

過去（時刻はいずれもJST）
- 1991年4月1日 - 1997年3月27日 / 月曜日 - 金曜日 18:30 - 18:55
- 1997年3月31日 - 1998年10月2日 / 月曜日 - 金曜日 18:29 - 18:55
- 1998年10月5日 - 2000年9月29日 / 月曜日 - 金曜日 18:28 - 18:55
- 2000年10月2日 - 2012年3月9日 / 月曜日 - 金曜日 18:17 - 18:55
- 2012年3月12日 - 2017年3月31日 / 月曜日 - 金曜日 18:15 - 18:55
- 2017年4月3日 - 2020年3月27日 / 月曜日 - 金曜日 17:36 - 18:55（17:53 - 18:15：スーパーJチャンネル（ANN枠）内包→一時中断）

備考
- 番組開始当初は放送終了時間が18:55で、その後は放送時間が5分拡大されて19:00までの放送であったが、再び現行の終了時間に戻り、18:55 - 19:00までは日替わりのミニ番組を放送している。
- 『おぉ!信州人』が18:54から放送される日は、本番組を18:54で終了し、ステブレレスでの接続となる。
- 2020年は12月24日で年内の放送を終了。その後、12月25日・同月28日 - 2021年1月1日は年末年始特別編成のため放送休止し、このうち12月25日・28日・29日は16:30 - 16:40に『abnニュース&天気予報』を放送した後、16:40 - 18:00は短縮版の『スーパーJチャンネル』を臨時フルネットで放送した。
- 2021年は12月23日で年内の放送を終了。その後、同月24日・27日 - 31日、2022年1月3日 - 4日は年末年始特別編成のため放送休止し、このうち12月24日・27日 - 29日は17:33 - 17:45に『abnニュース&天気予報』を放送した後、17:45 - 17:50のミニ番組を挟んで17:50 - 19:00には『スーパーJチャンネル』18時台を関東ローカル枠を含めた臨時フルネットで放送した。
- 2017年4月に放送枠を拡大した当初は番組表上スーパーJチャンネル（ANN枠）を内包する形を取っていたが、2019年4月1日からはスーパーJチャンネル（ANN枠）の前までを1部、後を2部に分割した。

## 選挙報道に関する事例
2010年7月11日に行われた第22回参議院議員通常選挙に関連して、同年6月22日に放送された『abnステーション』で比例代表のニュースを伝える際に特定候補だけを取り上げる報道が行われたとして、放送倫理・番組向上機構 (BPO) の放送倫理検証委員会は「選挙への公平性への配慮が足りない」とし、2010年9月10日に委員会での審議入りを決定した。なお、BPOの放送倫理検証委員会は、信越放送の『SBCニュースワイド』でも同様の事例があったため、『abnステーション』同様に審議入りを決定した。
同年12月2日、放送倫理検証委員会は「比例代表制度を正しく理解しないままに番組を制作し、公平・公正性を欠いた点で放送倫理違反があった」とし、公平・公正性への配慮や再発防止の対応を求める意見を決定した。

## イベント
- 「スーパーJチャンネルファンのつどいin NAGANO」（長野朝日放送主催、2008年1月26日、メルパルク長野）